# Ma grand-mère avait les mêmes
Ma grand-mère avait les mêmes est un récit de l'écrivain Philippe Delerm paru en 2008 sur le goût des mots et des expressions de la langue française.

## Présentation et contenu
Philippe Delerm renoue avec un genre qu'il affectionne, ce goût des mots, du nom de cette collection, ce qu'il nomme lui-même en sous-titre les dessous affriolants des petites phrases.
Il note dans ce recueil les mots, les expressions qui à l'image du premier récit Ma grand-mère avait les mêmes, donne son ton aux différents récits et son titre au livre. Les différents textes qui composent l'ensemble possèdent ce goût de la nostalgie des vieux objets de la jeunesse, retrouvés au gré d'une brocante, qui rappellent les menus plaisirs de la vie quotidienne d'alors, une fugace réminiscence de spleen ou de solitude, tous ces souvenirs ressuscités qui égrènent leur poids d'émotion. Des sentiments qui affleurent dans des récits tels que "ça devrait toujours rester comme ça" face aux évolutions pourtant inéluctables ou ces mots qui devraient consoler "c'est le soir que c'est difficile".
Il saisit ainsi au hasard de ses petites histoires les petits riens auxquels on ne prêtre guère d'attention mais si porteurs de sens, qu'il distille avec volupté, à la fois simples et denses, ce que chacun a déjà ressenti à l'occasion d'une réflexion, d'une remarque ou d'une discussion, tous les non-dits si porteurs de sens.
On y retrouve le souvenir ému de ce qui ne sera plus, tel ce "Qui lit encore Duhamel ?", la patine du temps qui fait parfois plus vieux qu'ancien, mêlée d'une pointe de regret. Il met en lumière les petites touches qui changent tout comme dans cette répartie d'un personnage découvrant une inconnue chez des amis, on ne vous fait pas fuir, au moins ? qui marque la légère muflerie que le ton ne peut vraiment dissimuler. De l'art de faire comprendre les choses sans les dire. Philippe Delerm traque bien d'autres ambiguïtés de langage entre des expressions policées qu'il est séant de dire, et leur subtile interprétation.